# Kreis Rosenberg O.S.
| Kreis Rosenberg O.S.            | Kreis Rosenberg O.S.                                                  |
| ------------------------------- | --------------------------------------------------------------------- |
| Wappen                          |                                                                       |
| Preußische Provinz              | Schlesien (1816–1919, 1938–1941) Oberschlesien (1919–1938, 1941–1945) |
| Regierungsbezirk                | Oppeln                                                                |
| Kreisstadt                      | Rosenberg O.S.                                                        |
| Letzter Landrat                 | Joachim Jenkner (1942–1945)                                           |
| Fläche                          | 899 km² (1910)                                                        |
| Einwohner                       | 56.157 (1939)                                                         |
| Städte                          | 2                                                                     |
| Gemeinden                       | 70 (1928)                                                             |
|                                 |                                                                       |
| Lage des Kreises Rosenberg O.S. |                                                                       |

Der Kreis Rosenberg O.S. (O.S.= Oberschlesien) war ein preußischer Landkreis in Schlesien, der von 1743 bis 1945 bestand. Seine Kreisstadt war die Stadt Rosenberg O.S. Das ehemalige Kreisgebiet liegt heute in der polnischen Woiwodschaft Oppeln.

## Verwaltungsgeschichte
Nach der Eroberung des größten Teils von Schlesien wurden von König Friedrich II. 1742 in Niederschlesien und 1743 auch in Oberschlesien preußische Verwaltungsstrukturen eingeführt. Dazu gehörte die Einrichtung zweier Kriegs- und Domänenkammern in Breslau und Glogau sowie deren Gliederung in Kreise und die Einsetzung von Landräten. Die Ernennung der Landräte in den oberschlesischen Kreisen erfolgte auf einen Vorschlag des preußischen Ministers für Schlesien Ludwig Wilhelm von Münchow hin, dem Friedrich II. im Februar 1743 zustimmte.
Im Fürstentum Oppeln, einem der schlesischen Teilfürstentümer, wurden aus den alten schlesischen Weichbildern preußische Kreise gebildet, darunter auch der Kreis Rosenberg. Als erster Landrat des Kreises Rosenberg wurde Carl Friedrich von Blacha eingesetzt. Der Kreis unterstand zunächst der Kriegs- und Domänenkammer Breslau und wurde im Zuge der Stein-Hardenbergischen Reformen dem Regierungsbezirk Oppeln der Provinz Schlesien zugeordnet.
Bei der Kreisreform vom 1. Januar 1818 im Regierungsbezirk Oppeln wechselte das Dorf Kobyllno aus dem Kreis Rosenberg in den Kreis Oppeln.
Zum 8. November 1919 wurde die Provinz Schlesien aufgelöst und aus dem Regierungsbezirk Oppeln eine eigene Provinz Oberschlesien gebildet.
Obwohl die Bewohner des Kreises zu etwa 80 % polnischsprachig waren, votierten in der Volksabstimmung in Oberschlesien am 20. März 1921 nur 32 % der Wähler für eine Abtretung an Polen und 68 % für den Verbleib bei Deutschland, weshalb der Kreis nach Beschluss der Pariser Botschafterkonferenz vollständig bei Deutschland blieb.
Am 1. Januar 1927 wurden die Landgemeinde und der Gutsbezirk Thursy aus dem Kreis Rosenberg O.S. in den Kreis Guttentag umgegliedert. Zum 30. September 1928 fand im Kreis Rosenberg O.S. entsprechend der Entwicklung im übrigen Freistaat Preußen eine Gebietsreform statt, bei der alle Gutsbezirke bis auf zwei aufgelöst und benachbarten Landgemeinden zugeteilt wurden. Zum gleichen Datum wechselte der Gutsbezirk Neuhof vom Kreis Rosenberg O.S. in den Kreis Kreuzburg O.S.
Am 1. April 1938 wurden die preußischen Provinzen Niederschlesien und Oberschlesien zur neuen Provinz Schlesien zusammengeschlossen. Zum 18. Januar 1941 wurde die Provinz Schlesien erneut geteilt und aus den Regierungsbezirken Kattowitz und Oppeln die neue Provinz Oberschlesien gebildet.
Im Frühjahr 1945 wurde das Kreisgebiet von der Roten Armee besetzt und im Sommer 1945 von der sowjetischen Besatzungsmacht gemäß dem Potsdamer Abkommen unter polnische Verwaltung gestellt. Auch hier begann daraufhin der Zuzug polnischer Zivilisten, die zum Teil aus den an die Sowjetunion gefallenen Gebieten östlich der Curzon-Linie kamen. In der Folgezeit wurde die deutsche Bevölkerung größtenteils aus dem Kreisgebiet vertrieben.

## Einwohnerentwicklung
| Jahr | Einwohner | Quelle |
| ---- | --------- | ------ |
| 1795 | 22.616    | [ 7 ]  |
| 1819 | 21.875    | [ 8 ]  |
| 1846 | 43.352    | [ 9 ]  |
| 1871 | 46.886    | [ 10 ] |
| 1885 | 46.888    | [ 11 ] |
| 1900 | 50.049    | [ 12 ] |
| 1910 | 52.341    | [ 12 ] |
| 1925 | 53.079    | [ 13 ] |
| 1939 | 56.157    | [ 13 ] |

Bei der Volkszählung von 1910 bezeichneten sich 81 % der Einwohner des Kreises Rosenberg als rein polnischsprachig und 16 % als rein deutschsprachig.
Bei der Volkszählung von 1939 waren 90 % der Einwohner katholisch und 10 % evangelisch.

## Landräte
- 1742–176600Carl Friedrich von Blacha[4]
- 1766–180500Caspar Joachim von Pritzelwitz[4]
- 1805–180600Martin Ludwig von Jordan[4]
- 1815–183000Magnus von Schack
- 1830–184100Wilhelm von Taubadel
- 1841–184400von Schrötter (kommissarisch)
- 1844–184800Oswald Sack
- 1848–186200Christian Schemmel
- 1862–186700Felix von Studnitz
- 1867–188100Max Clairon d’Haussonville (1836–1899)
- 1881–189100Friedrich von Wolff
- 1892–189400Berthold von Reiswitz
- 1895–190100Hugo Prinz zu Hohenlohe-Oehringen (1864–1928)
- 1901–192200Karl Leopold Deines
- 1922–193300Paul Strzoda
- 1933–194200Martin Elsner (1900–1971) (ab 1939: NSDAP)
- 1942–194500Joachim Jenkner

## Kommunalverfassung
Der Kreis Rosenberg O.S. gliederte sich zunächst in die Städte Landsberg O.S. und Rosenberg O.S., in Landgemeinden und in Gutsbezirke. Mit Einführung des preußischen Gemeindeverfassungsgesetzes vom 15. Dezember 1933 sowie der Deutschen Gemeindeordnung vom 30. Januar 1935 wurde zum 1. April 1935 das Führerprinzip auf Gemeindeebene durchgesetzt. Eine neue Kreisverfassung wurde nicht mehr geschaffen; es galt weiterhin die Kreisordnung für die Provinzen Ost- und Westpreußen, Brandenburg, Pommern, Schlesien und Sachsen vom 19. März 1881.

## Gemeinden
Der Kreis Rosenberg umfasste 1928 zwei Städte und 70 Landgemeinden:
| - Albrechtsdorf - Alt Rosenberg - Basan - Bischdorf - Bodland - Borkowitz - Boroschau - Botzanowitz - Bronietz - Busow - Donnersmark - Dorf Landsberg - Ellguth - Frei Kadlub - Frei Pipa - Gohle - Groß Borek - Groß Lassowitz | - Grunowitz - Jamm - Jaschine - Jastrzigowitz - Karlsgrund - Kielbaschin - Klein Borek - Klein Lassowitz - Kneja - Koselwitz - Kostellitz - Kotschanowitz - Kraskau - Krysanowitz - Kudoba - Kutzoben - Landsberg O.S., Stadt - Laskowitz | - Lenke - Leschna - Lomnitz - Lowoschau - Marienfeld - Neu Karmunkau - Neudorf - Oschietzko - Paulsdorf - Poscholkau - Pruskau - Radau - Radlau - Rosenberg O.S., Stadt - Sausenberg - Schiorke - Schoffschütz - Schönwald | - Schumm - Seichwitz - Skronskau - Sternalitz - Tellsruh - Thule - Trebitschin - Uschütz - Wachow - Wachowitz - Walspek-Rosenhain - Wendrin - Wichrau - Wienskowitz - Wierschy - Wollentschin - Wyssoka - Zembowitz |

Zum Kreis gehörte außerdem die gemeindefreien Forstgutsbezirke Bodland und Sausenberg.
Eingemeindungen bis 1939
| - Albrechtsdorf, am 1. April 1939 zu Alt Rosenberg - Alteneichen (Boroschau), am 1. April 1939 zu Bischdorf - Buchental (Skronskau), am 1. April 1939 zu Bischdorf - Buschweiler (Poscholkau), am 1. April 1939 zu Freihöfen - Dorf Landsberg, am 1. Januar 1929 zur Stadt Landsberg - Ellguth, am 1. April 1939 zu Ammern - Eschenwalde (Jaschine), am 1. April 1939 zu Schloßwalden - Forstfelde (Busow), am 1. April 1939 zu Donnersmark - Forstheim (Schumm), am 1. April 1939 zu Stoberbrück - Freihäuser (Frei Pipa), am 1. April 1939 zu Freihöfen - Gohle, am 1. April 1939 zu Neudorf - Grasenau (Kraskau), am 1. April 1939 zu Bodland - Hartwigsdorf (Jastrzigowitz), am 1. April 1939 zu Hedwigstein - Heidelsdorf (Klein Borek), am 1. April 1939 zu Brückenort - Heidewald (Kneja), am 1. April 1939 zu Föhrendorf - Josefshöhe (Koselwitz), am 1. April 1939 zu Paulsdorf - Karlsgrund, am 1. April 1939 zu Borkenwalde - Kielbaschin, am 30. September 1928 zu Wendrin - Kreuzhütte (Krysanowitz), am 1. April 1939 zu Neudorf - Kutzoben, am 30. September 1928 zu Botzanowitz - Lauschen (Lowoschau), am 1. April 1938 zu Kirchwalde - Lenke, am 30. September 1928 zu Radau - Lichtenrode (Oschietzko), am 1. April 1938 zu Freihöfen | - Liebeiche (Wendrin), am 1. April 1939 zu Kirchwalde - Marienfeld, am 1. April 1939 zu Kiefernwalde - Neu Karmen (Neu Karmunkau), am 1. April 1939 zu Grunsruh - Oberwalden (Groß Lassowitz), am 1. April 1939 zu Sausenberg - Preußenau (Pruskau), am 1. April 1939 zu Föhrendorf - Radelsdorf (Radlau), am 1. April 1939 zu Ammern - Richterstal (Seichwitz), am 1. April 1939 zu Wittenau-Richterstal - Rodewalde (Trebitschin), am 1. April 1939 zu Sausenberg - Schönwald, am 1. April 1939 zu Lindenhöhe - Schorke (Schiorke), am 1. April 1939 zu Kiefernrode - Stoberquell (Wachowitz), am 1. April 1939 zu Mühlendorf - Teichfelde (Grunowitz), am 1. April 1939 zu Schloßwalden - Tellsruh, am 1. November 1928 zu Lomnitz - Thule, am 1. April 1939 zu Kiefernwalde - Wacholdertal (Basan), am 1. April 1939 zu Borkenwalde - Wallhof (Wachow), am 1. April 1939 zu Mühlendorf - Walspek-Rosenhain, am 1. April 1939 zu Lindenhöhe - Wehrenfelde (Bronietz), am 1. April 1939 zu Brückenort - Weidental (Jamm), am 1. April 1939 zu Paulsdorf - Wiesbach (Wienskowitz), am 1. April 1939 zu Landsberg - Windenau (Wichrau), am 1. April 1939 zu Grunsruh - Wittenau (Uschütz), am 1. April 1939 zu Wittenau-Richterstal - Wollendorf (Wollentschin), am 1. April 1939 zu Ammern |

## Ortsnamen
In den 1930er Jahren wurden im Kreis Rosenberg zahlreiche Gemeinden umbenannt:
| - Basan → Wacholdertal - Borkowitz → Borkenwalde - Boroschau → Alteneichen - Botzanowitz → Grunsruh - Bronietz → Wehrenfelde - Busow → Forstfelde - Frei Kadlub → Freihöfen - Frei Pipa → Freihäuser - Groß Borek → Brückenort - Groß Lassowitz → Oberwalden - Grunowitz → Teichfelde - Jamm → Weidental - Jaschine → Eschenwalde - Jastrzigowitz → Hartwigsdorf - Klein Borek → Heidelsdorf - Klein Lassowitz → Schloßwalden | - Kneja → Heidewald - Koselwitz → Josefshöhe - Kostellitz → Hedwigstein - Kotschanowitz → Kiefernrode - Kraskau → Grasenau - Krysanowitz → Kreuzhütte - Kudoba → Kirchwalde - Laskowitz → Kiefernwalde - Leschna → Mühlendorf - Lomnitz → Gnadenkirch - Lowoschau → Lauschen - Neu Karmunkau → Neu Karmen - Oschietzko → Lichtenrode - Poscholkau → Buschweiler - Pruskau → Preußenau - Radlau → Radelsdorf | - Schiorke → Schorke - Schumm → Forstheim - Seichwitz → Richterstal - Skronskau → Buchental - Sternalitz → Ammern - Trebitschin → Rodewalde - Uschütz → Wittenau - Wachow → Wallhof - Wachowitz → Stoberquell - Wendrin → Liebeiche - Wichrau → Windenau - Wienskowitz → Wiesbach - Wierschy → Stoberbrück - Wollentschin → Wollendorf - Wyssoka → Lindenhöhe - Zembowitz → Föhrendorf |

## Persönlichkeiten
- Walther von Lüttwitz (1859–1942), General der Infanterie aus Bodland
- Christian Minkus (1770–1849), Abgeordneter der Frankfurter Nationalversammlung 1848/49 aus Marienfeld
- Helmuth von Pannwitz (1898–1947), General der Wehrmacht aus Botzanowitz
- Bernhard Jagoda (1940–2015), CDU-Politiker und Präsident der Bundesanstalt für Arbeit aus Kirchwalde